# Derby Highway
Der Derby Highway ist eine Verbindungsstraße im Norden des australischen Bundesstaates Western Australia. Sie schließt die Hafenstadt Derby an den Great Northern Highway in der Nähe der Curtin Air Base an. Die Straße ist auf der gesamten Länge zweispurig ausgeführt.

## Verlauf
Der Derby Highway zweigt an der Südwestecke der Curtin Air Base von Great Northern Highway (N1) nach Norden ab und verläuft entlang der Westgrenze der Air Base. Nach ca. 30 km ist die Ortschaft Mowanjum erreicht. 6 km weiter mündet von Osten die Gibb River Road ein.
Nach insgesamt 41 km endet die Straße an der Loch Street in Derby, wo sie in eine vierspurige Straße mit Mittelstreifen übergeht.

## Curtin Air Base
Die aufgegebene Luftwaffenbasis der Royal Australian Air Force (RAAF) liegt östlich des Derby Highway und nördlich des Great Northern Highway. Sie wurde früher als Auffanglager für Flüchtlinge und als ziviler Flughafen genutzt. Derzeit erfüllt sie aber keinen besonderen Zweck mehr.

## Tourismus
Am Derby Highway endet die Gibb River Road, eine Outbackpiste, die Zugang zu den Kimberleys ermöglicht. Auch erschließt der Highway viele gute Angelplätze in der Mündung des Fitzroy River; einer der bekannteren ist The Cuttings.

## Ausbau
In den letzten Jahren wurde der Derby Highway nach und nach verbreitert. Die Arbeiten sind bis jetzt an 15 km Strecke durchgeführt worden und sollen demnächst abgeschlossen werden.